# هتل کالیفرنیا (فیلم ۲۰۱۳)
«هتل کالیفرنیا» (انگلیسی: Hotel California (2013 film)) یک فیلم است که در سال ۲۰۱۳ منتشر شد.